# 盧卡條鰨
盧卡條鰨為輻鰭魚綱鰈形目鰨亞目鰨科的其中一種，為熱帶海水魚，被IUCN列為易危保育類動物，分布於中西太平洋菲律賓Lingayen灣海域，體長可達8.4公分，棲息在底層水域，生活習性不明。

## 扩展阅读
維基物種上的相關：盧卡條鰨